# Daniel Lainé
Daniel Lainé, född 29 april 1949, är en fransk pressfotograf.
Daniel Lainé gjorde mellan 1981 och 1983 tolv resor till Afrika för att spåra upp och fotografera kungar och medlemmar av kungahus. Han lyckades fotografera 70 monarker och ättlingar till ledare av stora afrikanska dynastier. Detta resulterade i boken African Kings: Portraits of a Disappearing Era, som publicerades 2000.
Han har arbetat för l'agence Gamma. Han fick första pris i klassen People in the News av World Press Photo 1991.